# 蕭誉
蕭 誉（しょう よ、天監18年（519年）- 大宝元年5月23日（550年6月22日））は、南朝梁の昭明太子蕭統の次男。字は重孫。後梁の宣帝蕭詧の兄。

## 経歴
普通2年（521年）、枝江県公に封じられた。
中大通3年6月癸丑（531年7月14日）、河東郡王に封ぜられ、食邑2000戸が与えられた。さらに寧遠将軍・領石頭戍事に任じられ、琅邪・彭城二郡の太守になった。
大同3年4月丁卯（537年4月27日）、南徐州刺史に任じられ、後に侍中・軽車将軍となった。
太清2年4月戊寅（548年5月10日）、南中郎将に任ぜられ、湘州刺史となった。同年、侯景の乱が発生する。蕭誉は軍を率い都の建康に向かったが、青草湖に到着したときは既に建康は占領されていたので、湘州に軍を戻した。
このころ、湘東王蕭繹は軍を率い郢州の武城にいたが、雍州刺史の張纘が蕭繹に「河東王は兵を起こし、岳陽王（蕭詧）は米を集めており、共にわれわれに従わずまさに江陵を攻めようとしています（河東起兵，岳陽聚米，共爲不逞，將襲江陵）」と密告した。
蕭繹は周弘を目付として蕭誉の元に送ったが、蕭誉は従わなかった。
蕭繹は大いに怒り、長男の蕭方等を蕭誉討伐に向かわせたが、蕭方等は敗死した。蕭繹はさらに鎮兵将軍鮑泉を蕭誉討伐に派遣したが勝てず、鮑泉は更迭され領軍将軍王僧弁に替えられた。
大宝元年5月辛未（550年6月22日）、湘州城は王僧弁に攻められ、蕭誉は斬首された。
大定元年（555年）、西魏の支援を受け後梁を興した蕭詧により、蕭誉は丞相を追贈され、武桓と諡号された。